# Acuminodeutopus periculosus
Acuminodeutopus periculosus är en kräftdjursart. Acuminodeutopus periculosus ingår i släktet Acuminodeutopus och familjen Aoridae. Inga underarter finns listade i Catalogue of Life.